# Safia Nolin
Pour les articles homonymes, voir Safia.
Safia Nolin est une auteure-compositrice-interprète québécoise, née le 15 février 1992 à Québec.

## Biographie
Née le 15 février 1992, originaire du quartier Limoilou dans la ville de Québec, elle a un père d'origine algérienne qui vend des vêtements aux puces. Ses parents divorcent alors qu'elle a 13 ans et son père abandonne sa famille. Elle prend le nom de sa mère (Nolin) et quitte l'école vers 16 ans. La chanson lui permet d'exprimer son mal-être que l'on retrouve dans certains des premiers titres qui la font connaître, tels qu'Igloo (« J'erre comme un fantôme amnésique dans les rues de Limoilou ») ou La Laideur. La fréquentation d'une école de chant lui permet de travailler ses créations. La rencontre avec le musicien et producteur Philippe Brault, qui a notamment produit les albums de Pierre Lapointe, Koriass et Random Recipe, lui permet d'envisager elle aussi la sortie d'un album.
En 2014, Safia Nolin sort tout d'abord un EP, Igloo/La Laideur.
Son premier album complet, Limoilou, sort le 11 septembre 2015 via Bonsound. Il est effectivement produit par Philippe Brault. Sa voix et ses chansons nostalgiques créent un émoi chez le public friand de musique émergente.
Le 18 novembre 2016, Safia Nolin fait paraitre un nouvel album, Reprises Vol. 1. Sur cet album, elle reprend des classiques du répertoire québécois à sa manière.
Le 29 septembre 2017, elle sort une version Deluxe de Limoilou avec deux chansons supplémentaires.
Le 5 octobre 2018, elle sort son album Dans le noir, accompagné d'un film qu'elle produit elle-même et qui sort un an plus tard sur Youtube. La même année, elle coécrit et chante en duo Mélancolie avec le chanteur Patrick Watson.
En juin 2019, elle adopte avec Pomme un chien nommé Pizza-ghetti, en référence à un célèbre plat québécois.
En juin 2020, elle lance le spectacle de la Sainte-Jeanne ; un événement en ligne inclusif pour la Saint-Jean.
En octobre 2021, elle reçoit la médaille de l'Assemblée Nationale. Le 16 décembre 2021, Safia Nolin lance son nouvel album Seum à Montréal. L'album comprend quatre chansons avec chacune deux différentes interprétations, sunrise et sunset. La chanteuse affirme qu'elle exprime une certaine colère via cet album et que c'était sa façon à elle de l'exprimer.
En 2022, la chanteuse fait le choix de retirer ses chansons de la plateforme QUB, qui appartient à Québecor. Sur ses réseaux sociaux, elle explique avoir pris cette décision en raison du harcèlement qu'elle subit de la part de certains chroniqueurs de la plateforme.
En mars 2023, elle sort la chanson Carrie, chantée en anglais. Ce titre est autoproduit, sans sa maison de disque habituelle Bonsound.
En octobre 2024, sort Ufo religion, son sixième album. Gladiateur sourire est son nouveau label,,. La chanson Et si, de est reprise quelques mois plus tard par Emmanuel Emo.
Le 30 mai 2024, Safia Nolin, en collaboration avec Philippe Cyr, lance son spectacle Surveillée et punie au Théâtre Prospero dans le cadre du festival international de danse et théâtre de Montréal.
En janvier 2025, elle présente à Paris le spectacle musical Surveillée et punie inspiré du harcèlement dont elle fut victime,.

## Vie privée
En 2016, Safia Nolin rencontre la chanteuse Pomme, qui devient sa compagne et avec laquelle elle réalise de nombreuses collaborations musicales.
Elles se marient pendant l'épidémie de Covid-19.

## Prix et nominations

### Canadian Folk Music Awards
| Année | Catégorie                                 | Pour         |            |
| ----- | ----------------------------------------- | ------------ | ---------- |
| 2016  | auteur-compositeur francophone de l'année | Limoilou     | nomination |
| 2020  | auteur-compositeur francophone de l'année | Dans le noir | nomination |

### Gala de l'ADISQ

#### Artistique
| Année | Catégorie                               | Pour            |            |
| ----- | --------------------------------------- | --------------- | ---------- |
| 2016  | album de l'année - choix de la critique | Limoilou        | nomination |
| 2016  | album de l'année - folk                 | Limoilou        | nomination |
| 2016  | interprète féminine de l'année          | elle-même       | nomination |
| 2016  | révélation de l'année                   | elle-même       | lauréate   |
| 2016  | vidéo de l'année                        | "Noël Partout"  | lauréate   |
| 2017  | album de l'année - réinterprétation     | Reprises, Vol.1 | lauréate   |
| 2017  | interprète féminine de l'année          | elle-même       | lauréate   |
| 2017  | vidéo de l'année                        | "Technicolor"   | nomination |
| 2019  | album de l'année - folk                 | Dans le noir    | nomination |

#### Industriel
| Année | Catégorie                   | Pour                                               |            |
| ----- | --------------------------- | -------------------------------------------------- | ---------- |
| 2016  | pochette d'album de l'année | elle-même avec Rachel Lecompte et Gabriel Lefebvre | nomination |

### Autre
- 2012 : prix SOCAN de la composition (en) au Festival international de la chanson de Granby
- 2016 : prix Felix-Leclerc[27]
- 2021 : Médaille de l'Assemblée nationale[28]

## Divers

### Controverse
Lors du Gala de l'ADISQ de 2016, Safia Nolin monte sur la scène habillée d'un jean et d'un t-shirt illustrant Gerry Boulet et exprime ses remerciements dans un langage familier. Plusieurs Québécois s'en sont offusqués, et, à la suite de cette polémique, elle publie sur le site du magazine Urbania une lettre en réponse à ses détracteurs. Dans une vidéo tournée en 2018, Catherine Dorion et Safia Nolin partagent les motifs qui les ont poussées à décider un jour de s'exprimer librement.